# دنتی دلا وکیا
دنتی دلا وکیا (به لاتین: Denti della Vecchia) یک کوه در سوئیس است که در کانتون تیچینو واقع شده‌است. دنتی دلا وکیا ۱٬۴۹۱ متر بالاتر از سطح دریا واقع شده‌است.